# Моріо кенійський
Мо́ріо кенійський (Onychognathus salvadorii) — вид горобцеподібних птахів родини шпакових (Sturnidae). Мешкає в Східній Африці. Вид названий на честь італійського орнітолога Томмазо Сальвадорі.

## Опис

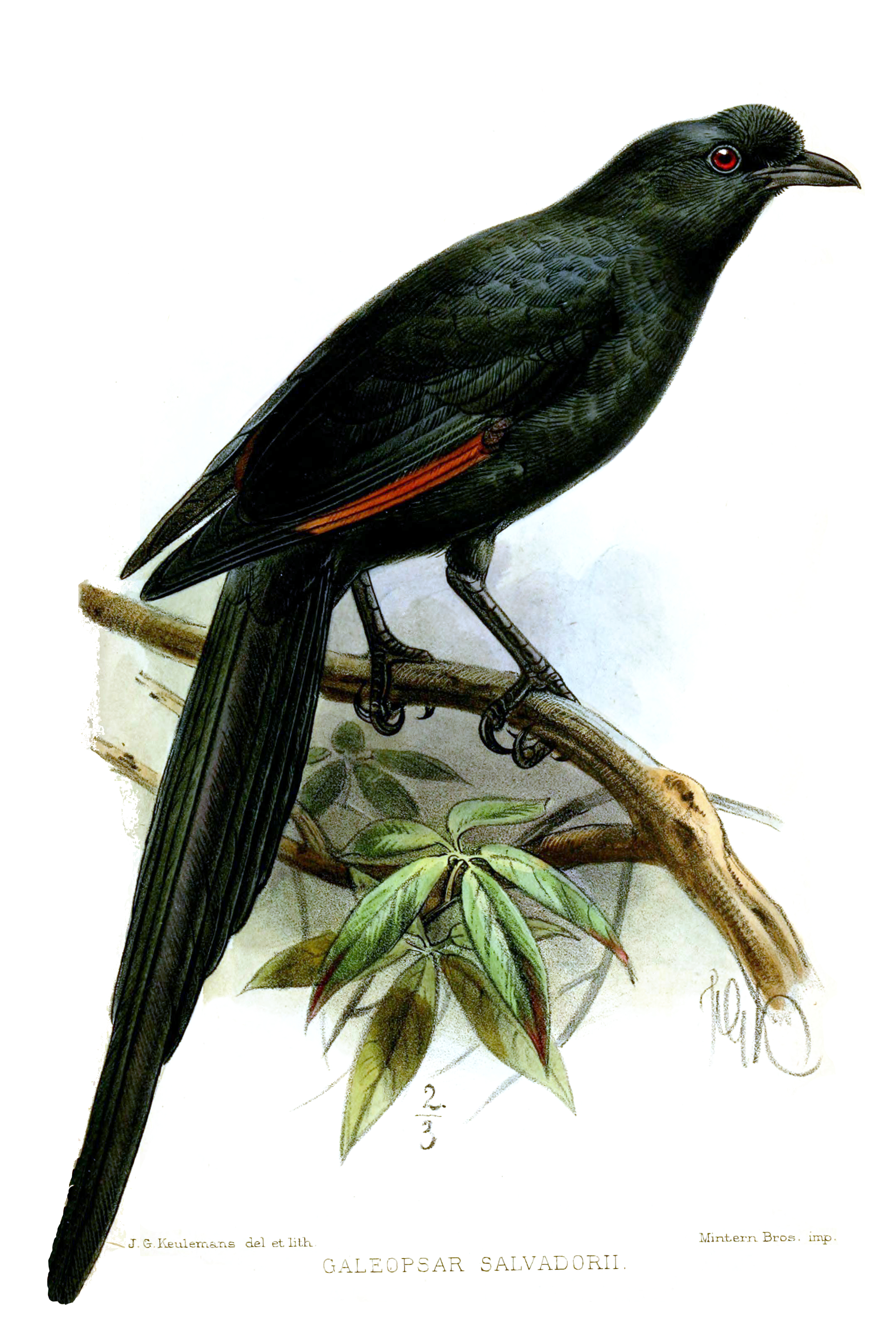
Кенійський моріо

Довжина птаха становить 40 см, вага 167 г. Забарвлення переважно чорне, блискуче, за винятком рудувато-коричневих махових пер. Хвіст східчастий, довгий, стернові пера мають зеленуватий відблиск, на лобі помітний чуб. У самиць голова і горло мають зеленуватий відтінок, обличчя і скроні сіруваті. Райдужки темно-червоні, дзьоб і лапи чорні.

## Поширення і екологія
Кенійські моріо мешкають в Ефіопії, Сомалі, Кенії і на крайньому північному сході Уганди. Вони живуть в сухих чагарникових заростях та серед скель.